# Arrondissement Saint-Claude
Saint-Claude is een arrondissement van het Franse departement Jura in de regio Bourgogne-Franche-Comté. De onderprefectuur is Saint-Claude.

## Kantons

Ligging van kantons in Saint-Claude

Het arrondissement was tot 2014 samengesteld uit de volgende kantons:
- Kanton Les Bouchoux
- Kanton Moirans-en-Montagne
- Kanton Morez
- Kanton Saint-Claude
- Kanton Saint-Laurent-en-Grandvaux

Na de herindeling van de kantons bij decreet van 17 februari 2014 met uitwerking op 22 maart 2015 omvat het volgende kantons:
- Kanton Coteaux du Lizon
- Kanton Hauts de Bienne
- Kanton Moirans-en-Montagne  (deel : 15/50)
- Kanton Saint-Claude
- Kanton Saint-Laurent-en-Grandvaux  (deel : 12/66)